# Kódži Jamase
Kódži Jamase (* 22. září 1981) je japonský fotbalista.

## Klubová kariéra
Hrával za Consadole Sapporo, Urawa Reds, Yokohama F. Marinos, Kawasaki Frontale, Kyoto Sanga FC.

## Reprezentační kariéra
Kódži Jamase odehrál za japonský národní tým v letech 2006–2010 celkem 13 reprezentačních utkání.

## Statistiky
| Japonsko | Japonsko | Japonsko |
| Roky     | Záp.     | Góly     |
| -------- | -------- | -------- |
| 2006     | 1        | 0        |
| 2007     | 1        | 1        |
| 2008     | 10       | 4        |
| 2009     | 0        | 0        |
| 2010     | 1        | 0        |
| Celkem   | 13       | 5        |